# 大原富枝
大原 富枝（おおはら とみえ、1912年9月28日 - 2000年1月27日）は、日本の小説家。
高知県女子師範学校中退。結核療養の中小説を書き、『ストマイつんぼ』で文壇に登場、幽閉生活を強いられた野中婉の生涯を描いた『婉という女』で毎日出版文化賞と野間文芸賞を受賞した。その後カトリックに入信。歴史に題材をとりながら、負の人生を一途に生きた女を描き、現代の切実な問題としている。日本芸術院会員。勲三等瑞宝章。

## 略歴

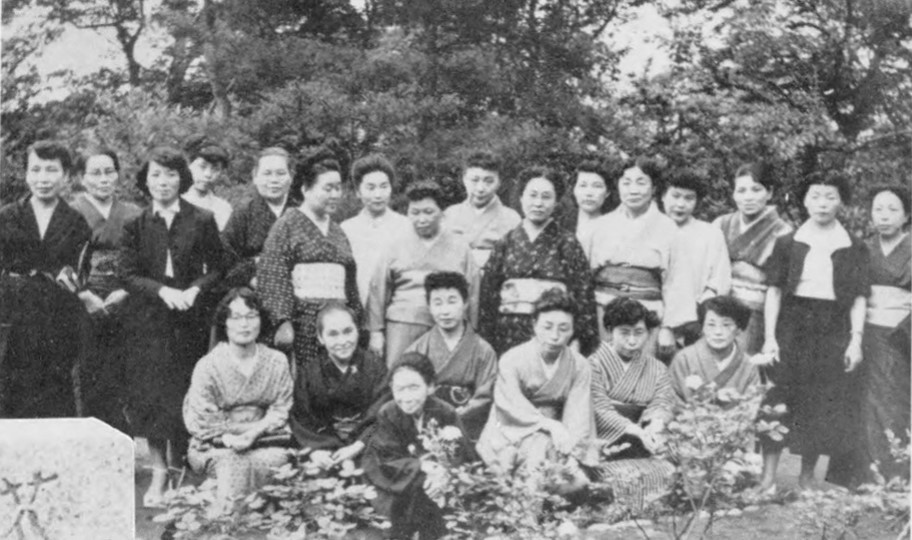
1954年、林芙美子の三回忌に集まった女性の文学者たち。
前列左から、小山いと子、森田たま、林芙美子の母、美川きよ、川上喜久子、円地文子、大田洋子。
後列左から、宇野千代、大谷藤子、三宅艶子、城夏子、壺井栄、平林たい子、由起しげ子、村岡花子、横山美智子、佐多稲子、芝木好子、板垣直子、大原富枝、阿部光子、峯雪栄、森三千代。

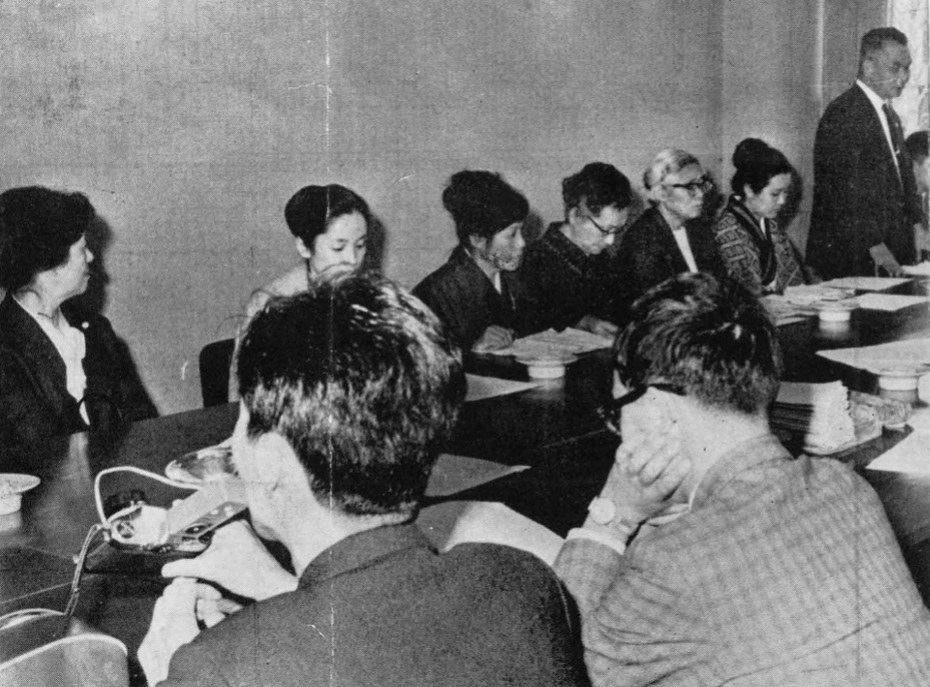
1964年11月30日、徳島ラジオ商殺し事件で有罪判決が確定した冨士茂子の無実をはらすため、池田みち子、市川房枝、大原富枝、神近市子、北林谷栄、小夜福子、瀬戸内晴美、奈良岡朋子、三宅艶子、由起しげ子ら10人は「徳島事件の公正裁判を要請するアピール」を行った。また同日、仮出所の嘆願書を提出した。写真は左から、三宅、奈良岡、大原、神近、市川、瀬戸内。

高知県長岡郡吉野村寺家（現本山町）生まれ。父亀次郎（小学校校長）と母米の次女であった。
高知市内の学校を結核のため中退。故郷での病気療養中に文筆活動を始め、1938年「姉のプレゼント」が「令女界」に入選。「祝出征」を「文芸首都」に発表。
1941年、戦中の混乱期にあえて創作に専念するため上京した。以後、東京を拠点として様々な著名人と生涯を通じて親交を深めてゆく。
1957年に「ストマイつんぼ」で第8回女流文学者賞を受賞、1960年に「婉という女」で第14回毎日出版文化賞、第13回野間文芸賞を受賞、1970年に「於雪－土佐一條家の崩壊」で第9回女流文学賞を受賞した。
評伝文学に洲之内徹を扱った「彼もまた神の愛でし子か」や、岡倉天心とインド詩人プリヤンバダ・デーヴィーの交流を描いた「ベンガルの憂愁」、歌人の「原阿佐緒」、「今日ある命　小説・歌人三ヶ島葭子の生涯」、歌人列伝の「詩歌と出会う時」などがあり、遺作は「草を褥に　小説牧野富太郎」である。
1976年に、カトリック教会の洗礼を、東京の修道院で受けた。ソビエト連邦およびイスラエルを外遊。また、曽野綾子らと仕事を共にする。「婉という女」が、ソビエト連邦を皮切りに世界各国で翻訳出版される。
1990年、勲三等瑞宝章を受章。1991年、叙勲を機に大原富枝文学館が故郷の高知県本山町に開館。本山町名誉町民賞受賞。1992年、高知県の文学を振興するため、高知新聞社等の支援をうけて「大原富枝賞」を創設。1998年、恩賜賞・日本芸術院賞受賞。芸術院会員となった。
1995年から翌年にかけて小沢書店から「全集（全8巻）」が刊行された。
2000年1月27日、前年末から入院加療中のところ心不全により立正佼成会附属佼成病院で死去。87歳没。葬儀では宮内庁から天皇・皇后の弔意を伝達される。正五位に叙せられる。同年5月、故郷の本山町に遺骨となって帰り、汗見川を見下ろす寺家地区の墓地に葬られる。生前の仕事場であった東京の書斎は、大原富枝文学館の中に移築された。
2012年、生誕100年記念事業において命日（1月27日）を「富枝忌」とし、故人を偲びその功績を称える記念行事を例年行うようになった。
杉並の土地・建物は保存の意味も込めて、高知県本山町へ死後寄贈され、2012年9月からは東京西部保険生協が借り受け、高齢者の集いの場「大原さんち」として活用されていたが、2019年に建て売り住宅販売の会社へ売却され、同年3月末で閉鎖された。本山町の体育館の費用の一部となる予定だそうである。

## 著書
- 『祝出征』新民書房, 1943
- 『二番稲 短篇集』全国書房, 1946
- 『父帰る日』偕成社, 1949
- 『古都の別れ』花房英樹 絵 偕成社, 1950
- 『ストマイつんぼ』角川小説新書, 1957
- 『飢える草原 ゴロドナヤ・ステップ』現代社, 1959.
- 『婉という女』講談社, 1960. のち新潮文庫、角川文庫、講談社文芸文庫
- 『潮みちるまで』彌生書房, 1960.
- 『女は生きる』文藝春秋, 1961. のち角川文庫
- 『正妻』講談社, 1961. 「婉という女・正妻」文庫
- 『悪名高き女』筑摩書房, 1962. のち角川文庫
- 『川はいまも流れる』講談社, 1962.
- 『女の塔』集英社, 1963.
- 『夢は支払わず』東方社, 1964.
- 『黒潮の岸に』講談社, 1965.
- 『西湖の蟋 大原富枝自選集』冬樹社, 1965.
- 『ひとつの青春』講談社, 1968
- 『於雪 土佐一条家の崩壊』中央公論社, 1970. のち文庫
- 『鬼女誕生』中央公論社, 1970
- 『狐と棲む』中央公論社, 1971
- 『サン・フェリーペ号は来た』新潮社, 1971.
- 『亜紀子』1972. 新潮文庫
- 『海を眺める女』講談社, 1972.
- 『梁川星巌・紅蘭 放浪の鴛鴦』(日本の旅人) 淡交社, 1973.
- 『ソドムの火』東邦出版社, 1974.
- 『眠る女』新潮社, 1974
- 『歴史を彩る女たち』東邦出版社, 1974.
- 『建礼門院右京大夫』講談社, 1975. のち文庫、朝日文芸文庫
- 『告げる言葉 風のなかのあなたに』大和書房, 1975.　のち中公文庫「風のなかのあなたに」
- 『三郎物語』毎日新聞社, 1976. のち中公文庫（副題：わが愛犬たち）
- 『めぐりあい』中央公論社, 1976. のち文庫
- 『信従の海』講談社, 1977.10.
- 『波濤は歌わない』中央公論社, 1978.7. のち文庫
- 『小さなジョーの物語』毎日新聞社, 1979.3.
- 『柊の花』毎日新聞社, 1979.11.
- 『イェルザレムの夜』中央公論社, 1980.9.
- 『珈琲館影絵』講談社, 1980.3.
- 『アブラハムの幕舎』講談社, 1981.12. のち文芸文庫
- 『忍びてゆかな 小説津田治子』講談社, 1982.6. のち文庫
- 『かげろふ日記』(古典を読む) 岩波書店, 1983.11
- 『巣立ち』毎日新聞社, 1983.2.
- 『地上を旅する者』福武書店, 1983.3. のち文庫
- 『わたしの和泉式部』中央公論社, 1983.9.
- 『地籟』文藝春秋, 1984.5.
- 『女身 短編名作選』構想社, 1984.3.
- 『ハガルの荒野』講談社, 1986.3.
- 『ベンガルの憂愁 岡倉天心とインド女流詩人』福武書店, 1986.4. のちウェッジ文庫
- 『大原富枝の平家物語』（わたしの古典）集英社, 1987.3　のち文庫
- 『山霊への恋文』福武書店, 1987.10.
- 『彼もまた神の愛でし子か 洲之内徹の生涯』講談社, 1989.7. のちウェッジ文庫
- 『夢の椅子』中央公論社, 1989.7.
- 『息にわがする』朝日新聞社, 1990.7. のち文庫
- 『メノッキオ』福武書店, 1990.7.
- 『風を聴く木』中央公論社, 1992.5.
- 『今日ある命 小説・歌人三ヶ島葭子の生涯』講談社, 1994.1.
- 『大原富枝全集』全8巻 小沢書店, 1995-96
- 『原阿佐緒』講談社, 1996.2.
- 『詩歌と出会う時』角川書店, 1997.6.
- 『吉野川』講談社, 1997.10.
- 『草を褥に 小説牧野富太郎』小学館, 2001.4. のち河出文庫、小学館「P＋D BOOKS」

## 再話・編纂
- アグネス・ザッパー『愛の一家』偕成社,世界名作文庫、1954
- ツワイク 作『悲劇の王妃』偕成社,少女世界文学全集、1961
- 『静か雨 現代女流作家名作選』編. 現代社,現代新書 1956
- 『日本の名随筆 別巻 28. 日記』編 作品社, 1993.6.

## 文学館
- 大原富枝文学館 - 〒781-3601、高知県長岡郡本山町本山568-2